# Наташа Ростова
Грофица Наталија Наташа Иљинична Ростова (рус. Наталья „Наташа“ Ильинична Ростова), скраћено: Наташа Ростова је измишљени лик из класичног романа Рат и мир (1869) Лава Толстоја.